# Erik-Anders
Erik-Anders är en hälsingegård belägen i byn Asta i Söderala socken, Hälsingland, och en av de sju Hälsingegårdar som den 1 juli 2012 kom med på Unescos lista över världsarv. Gården är byggd i herrgårdsliknande stil med en stor festsal på övervåningen.
Gården håller öppet under sommarmånaderna med utställningar, café och en trädgård som återskapats i den form som gällde på 1920-talet.

## Historia
Gården har fått sitt namn efter bonden och nämndemannen Erik Andersson (1788–1874) som uppförde mangårdsbyggnaden under 1820-talet. Timret är dendrologiskt daterat till trädfällningssäsongen 1824–1825 och gården torde ha byggts inom ett par år efter det eftersom den förekommer på en bykarta daterad 1827. Erik Anderssons son Jonas som var arvtagare till gården, gick istället med i Erik Jansson från Biskopskullas väckelserörelse och utvandrade med de så kallade Erikjansarna till Illinois för att grunda samhället Bishop Hill. Den yngre sonen dog i unga år efter en ridolycka och änkan klarade inte av att driva gården på egen hand, varefter den såldes på auktion och inreddes för uthyrning med tre separata kök för lika många hushåll.
I början av 1900-talet ersattes flera av de små uthusen med en rejäl ladugårdsbyggnad med stall och hönshus. Hyresverksamheten kom igång under 1920- och 1930-talen, men lägenheterna blev snart omoderna och den sista hyresgästen flyttade ut ur huvudbyggnaden 1957 och ur ladugårdsbyggnaden 1979. Gården kom att stå oanvänd under flera årtionden och lämnades att förfalla. Till slut valde grannarna på gården Sven-Pers, Pär och Britt-Marie Forsell, att köpa gården 1989. Den användes först som lekstuga för bygdens barn, men restaurerades långsamt för att bli redo som besöksdestination. Pär Forsell har dock uppgett i en intervju att man ursprungligen bara ville få gården i gott skick och att tanken på att öppna för besökare tillkom senare. År 1993 samlades antikvarier, hantverkare och andra sakkunniga för en restaurering som kom att så långt som möjligt göra renoveringen från 1900-talets början ogjord. Utöver att ta fram och restaurera gamla måleriarbeten målade man nytt enligt de tidigare mönstren för att efterlikna originalutsmyckningen. Gården öppnade sedan som besöksverksamhet 1995.

## Exteriör
Gården består idag av mangårdsbyggnaden och en ekonomibyggnad från 1910-talet som rymmer stall, ladugård, loge och bagarstuga. Huvudbyggnadens storlek är ovanlig med tanke på åldern. Få hälsingegårdar från tidigt 1800-tal byggdes med två hela rumsrader i parallell över bägge våningsplan. Istället för de vanliga brokvistarna har man på Erik-Anders smyckat portarna med dörromfattningar, vilka var ett vanligt förekommande alternativ i Hälsinglands kustområden. Husets arkitektur anses inspirerad av klassicismen och var från början gulmålat, vilket har tolkats som ett sätt att uttrycka samhörighet med förnäma borgare och adel. Huvudbyggnadens västra gavel har än idag färre fönster eftersom den byggdes för nära dåvarande granngården för att de skulle kunna tjäna som effektiva ljusinsläpp.

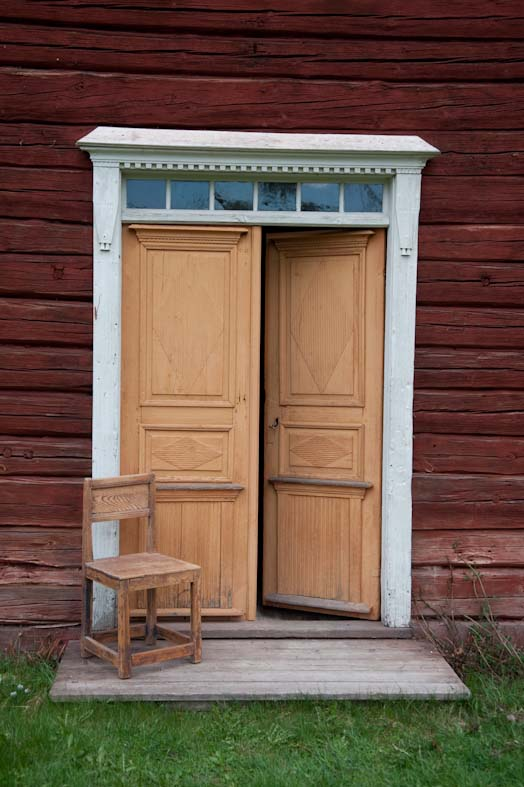
Dörromfattning
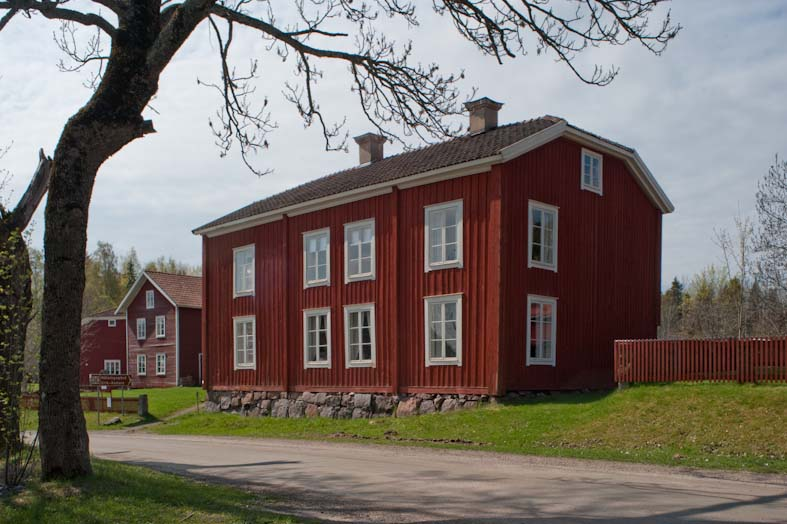
Huvudbyggnaden och dess västra gavel
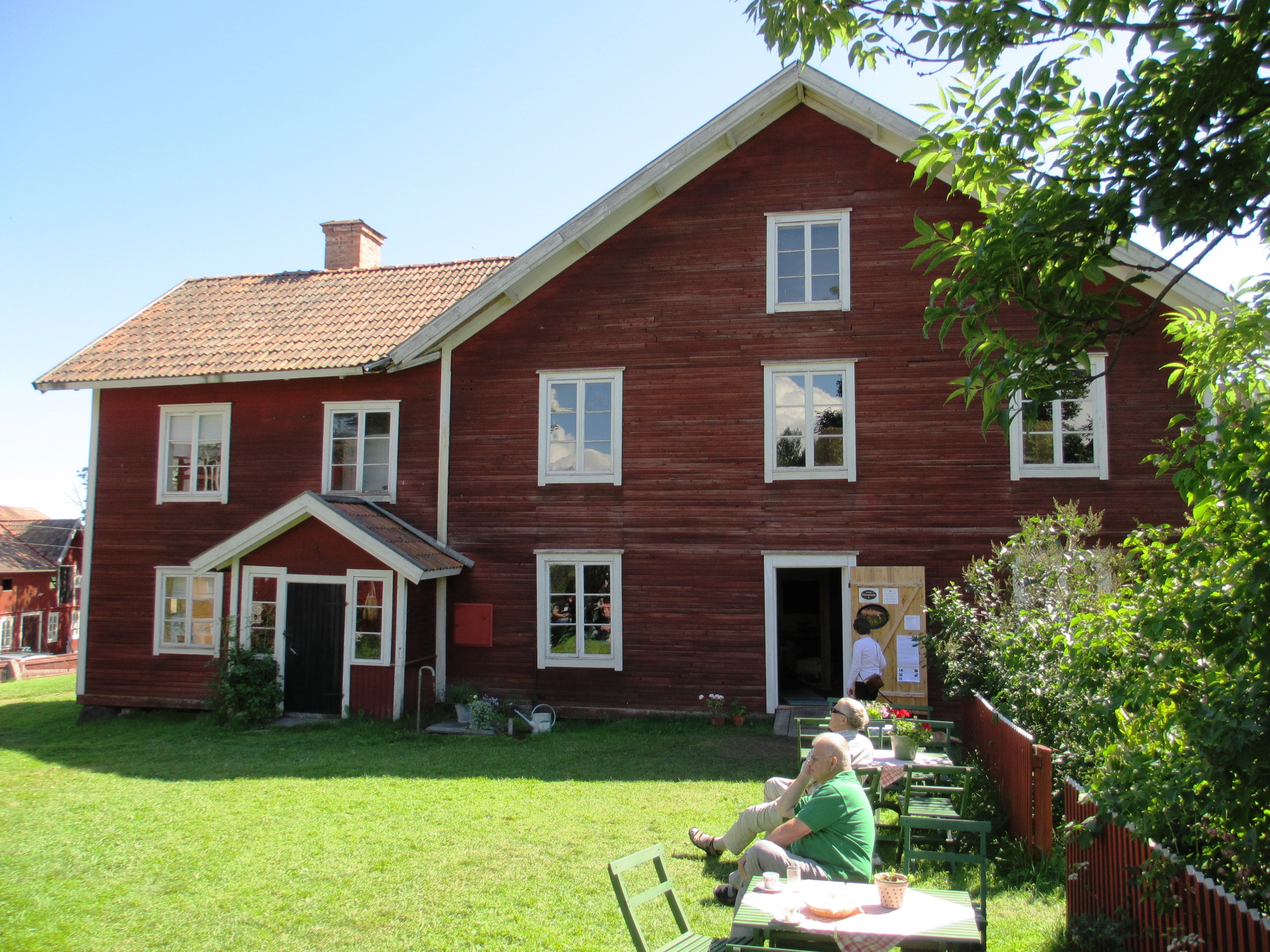
Ekonomibyggnaden
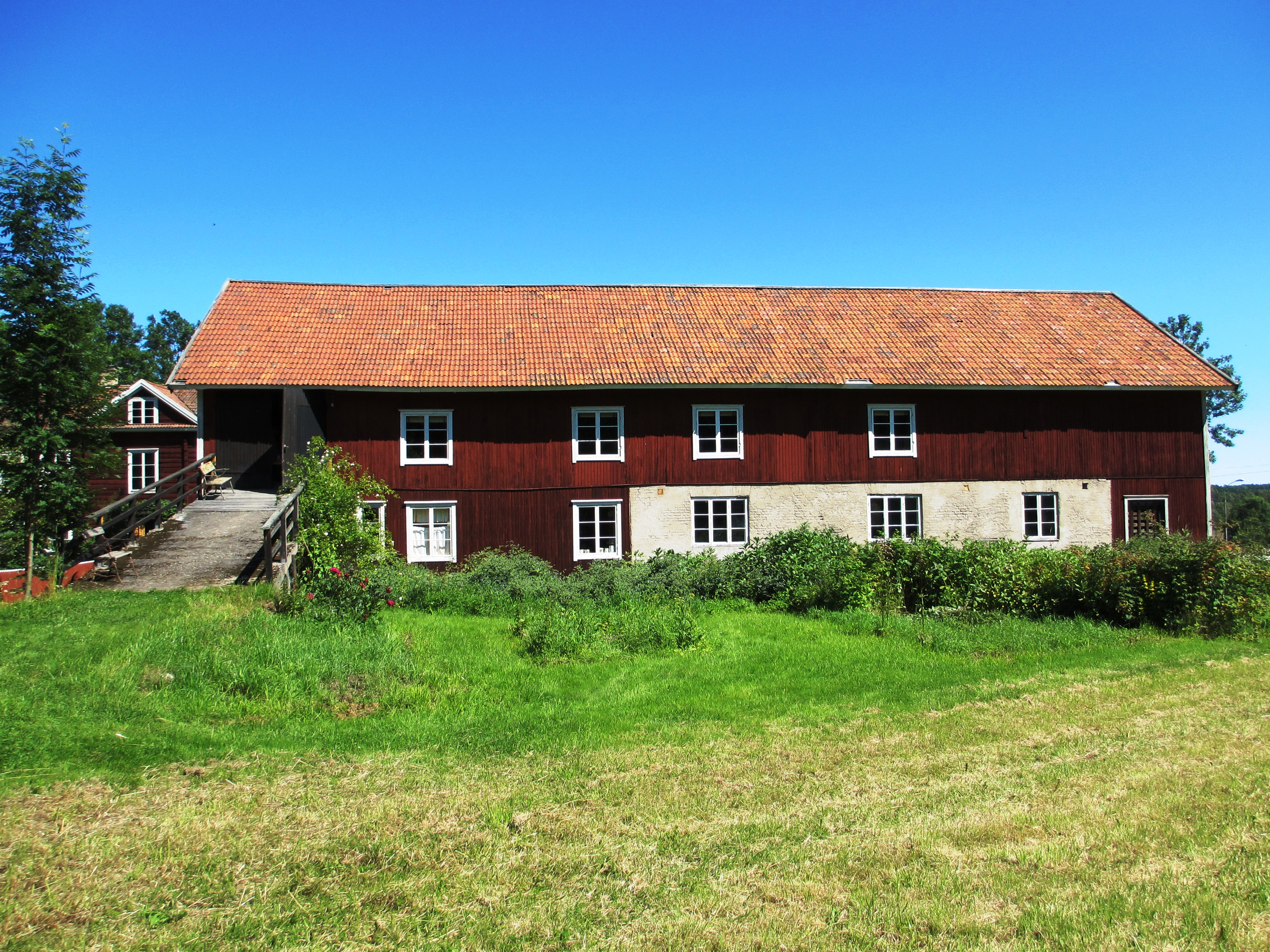
Ekonomibyggnadens långsida

## Interiör
När man skulle restaurera interiörerna till ursprungligt skick utgick man från kakelugnarnas och eldstädernas ålder. Det gör att gården kan visa upp interiörer från fem skilda epoker: tidigt 1800-tal, sent 1800-tal, sekelskiftet, 1920-talet och 1950-talet. Flera av möblerna är handsnickrade av Pär Forsell med originalmöblemanget som förlagor.
På huvudbyggnadens bottenvåning finns den enklare vardagsbostaden med sina lerputsade väggar. Förstugan dekorerades kring 1850 med kulörta färger i regnbågsmönster mot vit bakgrund, måleriet var täckt av flera lager tapet innan det togs fram och restaurerades. Endast en liten del av den ursprungliga marmoreringen fanns bevarad och det mesta nymålades vid restaureringen. Väggens bröstpanel och dörrarna mellan rummen är målade med ådrad mahognyimitation. Det ena köket till höger är renoverat till 1870-talsstandard, den bruna tapeten är nytryckt med originalet som förlaga. Bredvid köket finns en liten kammare med kakelugn från början av 1900-talet, tillverkad i jugendstil. Renoveringen under 1940-talet utplånade spåren efter tapeten som bör ha satts upp samtidigt som kakelugnen restaurerades. Istället har man tagit fram en nytryckt tapet baserat på rester av den gula tapeten från den mindre salen på övervåningen. Det andra köket är oförändrat med originalinventarier från 1920-talet. Köksväggens höga bröstpanelen är målad med ådrad ekimitation och tapeten ovanför är ett lätt restaurerat original. De skador som har tolkats som naturligt slitage har medvetet lämnats oåtgärdade.
Övervåningen har en farstu med gråmarmorerade väggar och en mindre sal med vita limfärgade väggar med en schablonmålad takbård. Den stora festsalen utnyttjar husets hela bredd. Väggarna i festsalen är liksom i farstun marmorerade, men här har man även dekorerat väggarna med skuggade blåa schablonmålade ramar i empirestil. Dörrarna till festsalen har stadiga överstycken dekorerade med blomstermåleri och stora fönster i tre väderstreck bidrar med mycket ljus. De omfattande måleriarbeten som utfördes i festsalen och flera andra rum i huvudbyggnaden målades på 1850-talet av dalmålarfamiljen Knutes, vars arbeten var eftertraktade i landskapet. Övervåningens kök är från 1930-talet, med linoleummatta och masonitpaneler. Trädetaljerna och masoniten är målad i ursprunglig rödbrun kulör, den ursprungliga linoleummattan var för sliten och ersattes med den som tidigare klädde golvet i salen på bottenvåningen. Den fasta köksutrustningen utgörs av en vedspis med plåtkåpa och en enkel diskbänk för lös diskho.

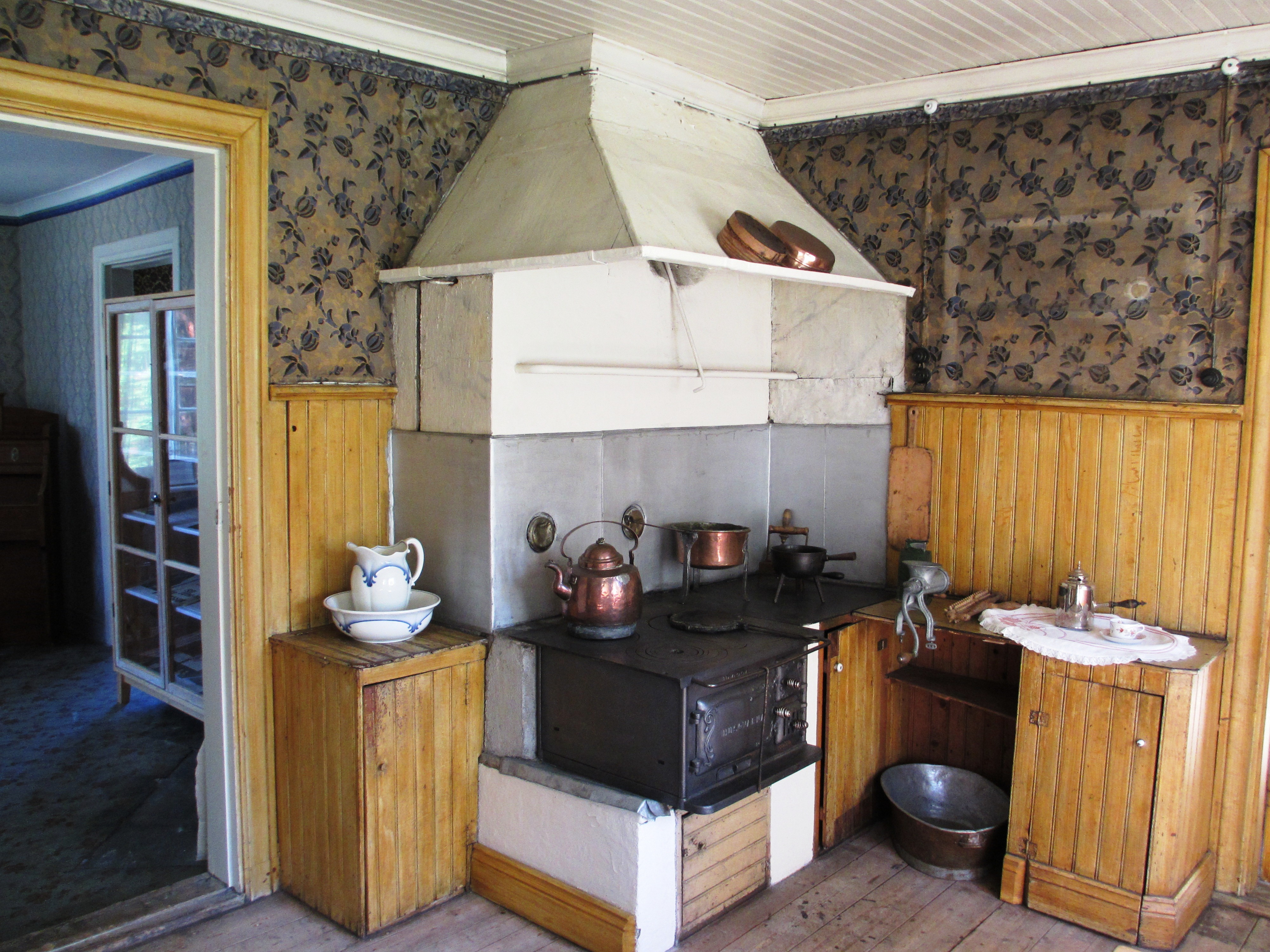
1920-talsköket
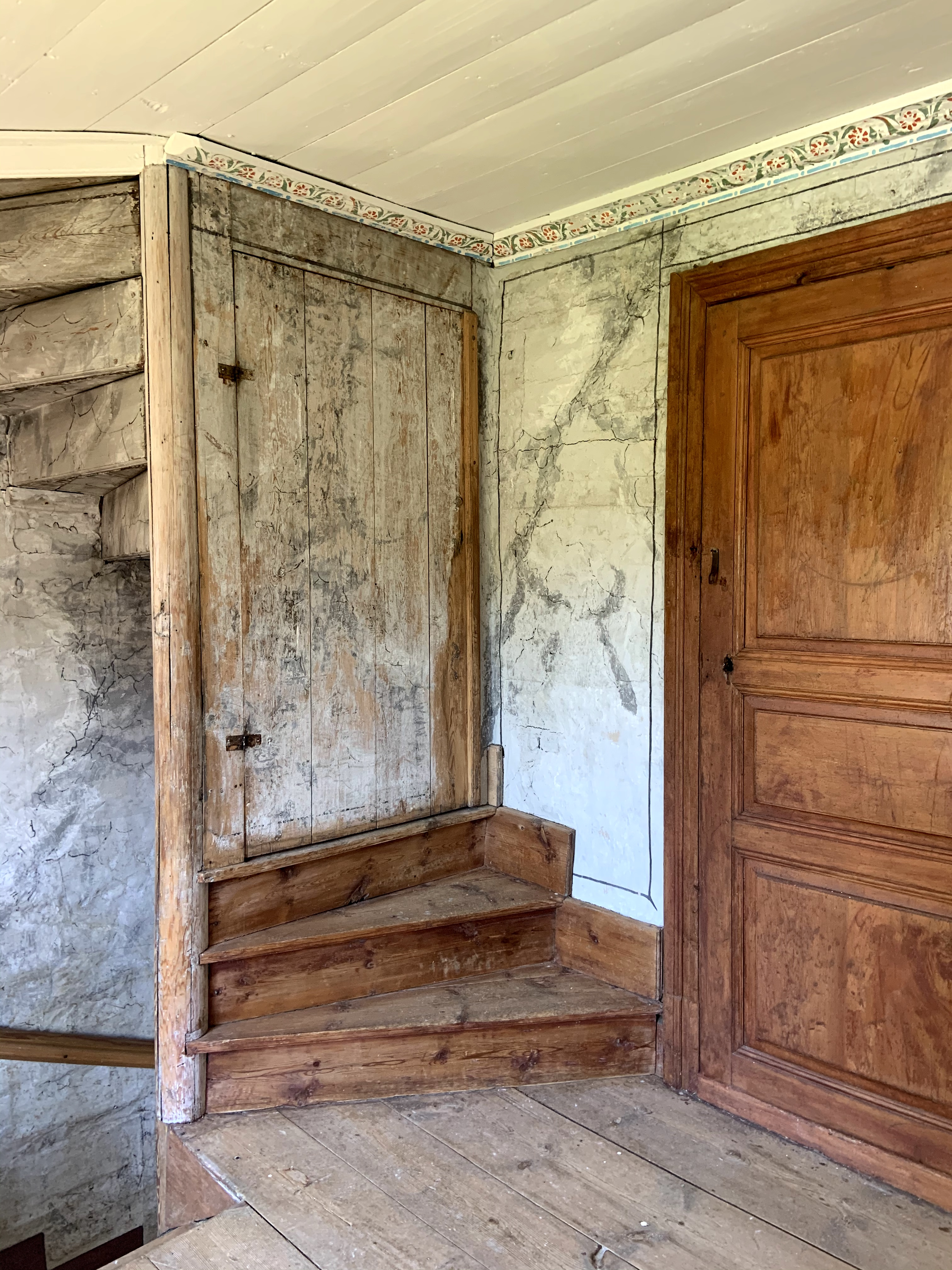
marmorerad vägg i farstun
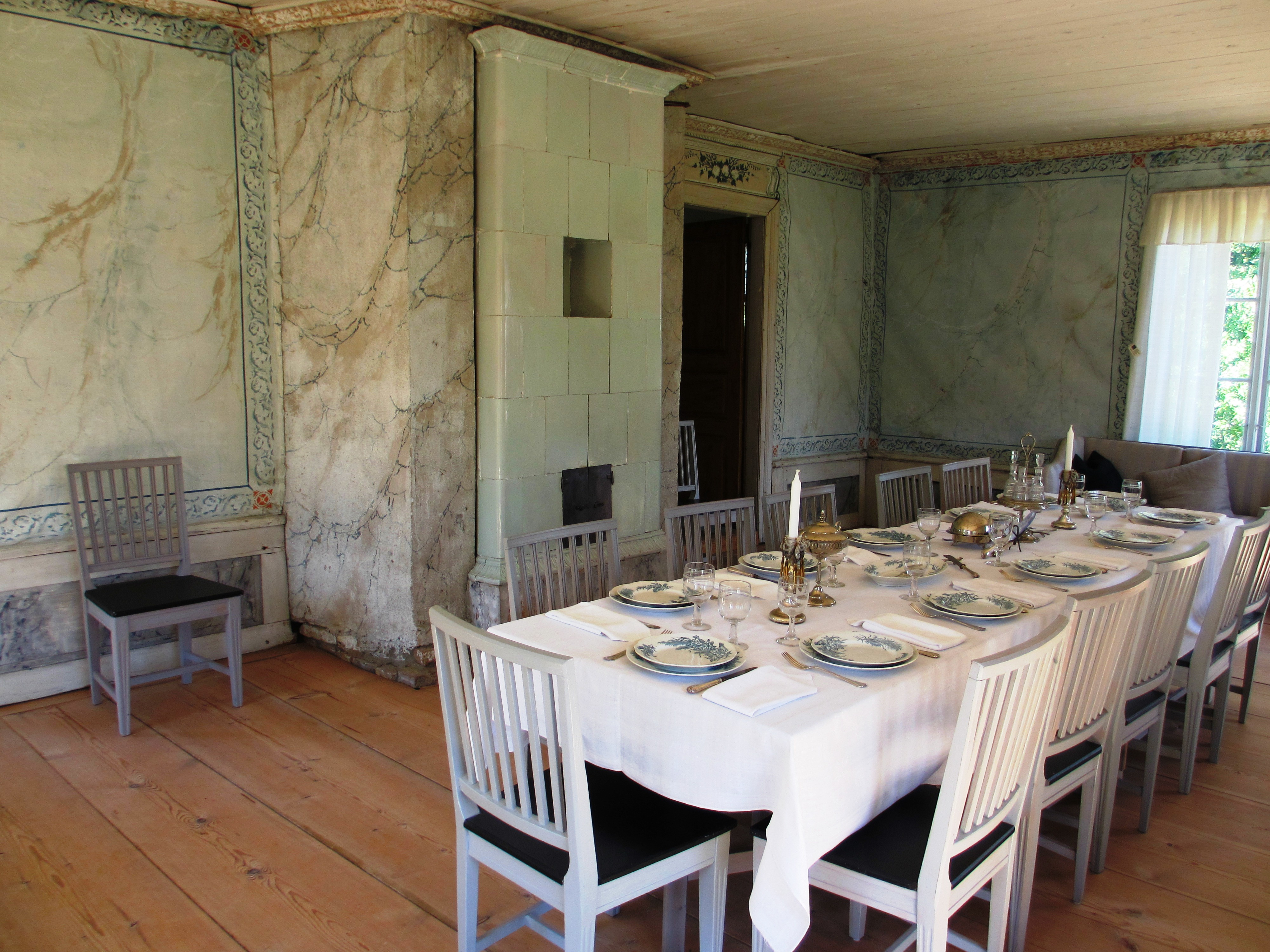
Festsalen med marmorerade väggar och kakelugnsinfattning
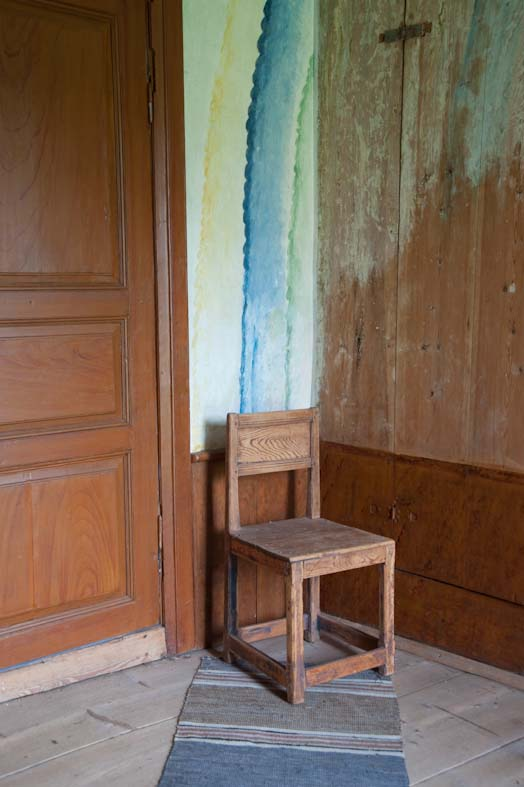
Detalj av regnbågsmönstret i farstun